# Hruzeatîn, Manevîci
Hruzeatîn (în ucraineană Грузятин) este un sat în comuna Borovîci din raionul Manevîci, regiunea Volînia, Ucraina.

## Demografie
Componența lingvistică a localității Hruzeatîn
     Ucraineană (99,86%)
     Alte limbi (0,14%)
Conform recensământului din 2001, majoritatea populației localității Hruzeatîn era vorbitoare de ucraineană (99,86%), existând în minoritate și vorbitori de alte limbi.